# Jedlice (Opole)
Pour les articles homonymes, voir Jedlice.
Jedlice est une localité polonaise du gmina d'Ozimek dans la voïvodie et le powiat d'Opole.